# Circuit Het Volk 2000
La 55e édition du Circuit Het Volk a eu lieu le 26 février 2000, entre Gent et Lokeren. Elle a été remportée par le Belge Johan Museeuw devant l'Allemand Steffen Wesemann et le Néerlandais Servais Knaven.
La course est disputée sur un parcours de 200 kilomètres.

## Présentation

### Équipes
On retrouve un total de 25 équipes au départ, 21 faisant partie des GSI, la première division mondiale, et les quatre dernières des GSII, la seconde division mondiale.
| Groupes sportifs I (13)- AG2R Prévoyance - Cofidis-Le Crédit par Téléphone - Deutsche Telekom - Farm Frites - Festina - La Française des jeux - Lampre-Daikin - Lotto-Adecco - Mapei-Quick Step - Memory Card-Jack & Jones - Polti - Rabobank - Vini Caldirola-Sidermec Groupes sportifs II (12)- BigMat-Auber 93 - Cantina Tollo-Regain - Collstrop-De Federale Verzekeringen - Crédit Agricole - Flanders-Prefetex - Jean Delatour - Team Nürnberger - Palmans-Ideal - Spar-OKI-Daewoo - Tönissteiner-Colnago - Ville de Charleroi-New Systems - Vlaanderen 2002 |
| |

## Classements

### Classement de la course
| \| Classement général \| Classement général \| Classement général \| Classement général \| Classement général \| \| Coureur \| Coureur \| Pays \| Équipe \| Temps \| \| ------------------ \| ------------------ \| ------------------ \| ------------------------------- \| ------------------ \| \| 1er \| Johan Museeuw \| Belgique \| Mapei-Quick Step \| 5 h 01 min 00 s \| \| 2e \| Steffen Wesemann \| Allemagne \| Deutsche Telekom \| + 52 s \| \| 3e \| Servais Knaven \| Pays-Bas \| Farm Frites \| + 52 s \| \| 4e \| Franco Ballerini \| Italie \| Lampre-Daikin \| + 52 s \| \| 5e \| Romāns Vainšteins \| Lettonie \| Vini Caldirola-Sidermec \| + 1 min 52 s \| \| 6e \| Tom Steels \| Belgique \| Mapei-Quick Step \| + 1 min 52 s \| \| 7e \| Tristan Hoffman \| Pays-Bas \| Memory Card-Jack & Jones \| + 1 min 52 s \| \| 8e \| Andreï Tchmil \| Belgique \| Lotto-Adecco \| + 1 min 52 s \| \| 9e \| Jaan Kirsipuu \| Estonie \| AG2R Prévoyance \| + 1 min 52 s \| \| 10e \| Daniele Nardello \| Italie \| Mapei-Quick Step \| + 1 min 52 s \| \| 11e \| Jo Planckaert \| Belgique \| Cofidis-Le Crédit par Téléphone \| + 1 min 52 s \| \| 12e \| Kai Hundertmarck \| Allemagne \| Deutsche Telekom \| + 1 min 52 s \| \| 13e \| Chris Peers \| Belgique \| Cofidis-Le Crédit par Téléphone \| + 1 min 52 s \| \| 14e \| Mario Aerts \| Belgique \| Lotto-Adecco \| + 1 min 52 s \| \| 15e \| Andreas Klier \| Allemagne \| Farm Frites \| + 2 min 22 s \| \| 16e \| Stuart O'Grady \| Australie \| Crédit Agricole \| + 2 min 22 s \| \| 17e \| Jan Schaffrath \| Allemagne \| Deutsche Telekom \| + 3 min 14 s \| \| 18e \| Lars Michaelsen \| Danemark \| La Française des jeux \| + 3 min 14 s \| \| 19e \| Lauri Aus \| Estonie \| AG2R Prévoyance \| + 3 min 14 s \| \| 20e \| Alessandro Baronti \| Italie \| Cantina Tollo-Regain \| + 3 min 14 s \| |                    |           |                                 |                 |
| |                    |           |                                 |                 |
| |                    |           |                                 |                 |
| Classement général |                    |           |                                 |                 |
| Coureur | Coureur            | Pays      | Équipe                          | Temps           |
| 1er | Johan Museeuw      | Belgique  | Mapei-Quick Step                | 5 h 01 min 00 s |
| 2e | Steffen Wesemann   | Allemagne | Deutsche Telekom                | + 52 s          |
| 3e | Servais Knaven     | Pays-Bas  | Farm Frites                     | + 52 s          |
| 4e | Franco Ballerini   | Italie    | Lampre-Daikin                   | + 52 s          |
| 5e | Romāns Vainšteins  | Lettonie  | Vini Caldirola-Sidermec         | + 1 min 52 s    |
| 6e | Tom Steels         | Belgique  | Mapei-Quick Step                | + 1 min 52 s    |
| 7e | Tristan Hoffman    | Pays-Bas  | Memory Card-Jack & Jones        | + 1 min 52 s    |
| 8e | Andreï Tchmil      | Belgique  | Lotto-Adecco                    | + 1 min 52 s    |
| 9e | Jaan Kirsipuu      | Estonie   | AG2R Prévoyance                 | + 1 min 52 s    |
| 10e | Daniele Nardello   | Italie    | Mapei-Quick Step                | + 1 min 52 s    |
| 11e | Jo Planckaert      | Belgique  | Cofidis-Le Crédit par Téléphone | + 1 min 52 s    |
| 12e | Kai Hundertmarck   | Allemagne | Deutsche Telekom                | + 1 min 52 s    |
| 13e | Chris Peers        | Belgique  | Cofidis-Le Crédit par Téléphone | + 1 min 52 s    |
| 14e | Mario Aerts        | Belgique  | Lotto-Adecco                    | + 1 min 52 s    |
| 15e | Andreas Klier      | Allemagne | Farm Frites                     | + 2 min 22 s    |
| 16e | Stuart O'Grady     | Australie | Crédit Agricole                 | + 2 min 22 s    |
| 17e | Jan Schaffrath     | Allemagne | Deutsche Telekom                | + 3 min 14 s    |
| 18e | Lars Michaelsen    | Danemark  | La Française des jeux           | + 3 min 14 s    |
| 19e | Lauri Aus          | Estonie   | AG2R Prévoyance                 | + 3 min 14 s    |
| 20e | Alessandro Baronti | Italie    | Cantina Tollo-Regain            | + 3 min 14 s    |

## Liste des participants
| Cofidis-Le Crédit par Téléphone COF | Cofidis-Le Crédit par Téléphone COF | Cofidis-Le Crédit par Téléphone COF |
| ----------------------------------- | ----------------------------------- | ----------------------------------- |
| Num                                 | Coureur                             | Pos                                 |
| 1                                   | Frank Vandenbroucke (BEL)           |                                     |
| 2                                   | Steve De Wolf (BEL)                 |                                     |
| 3                                   | Peter Farazijn (BEL)                |                                     |
| 4                                   | Philippe Gaumont (FRA)              |                                     |
| 5                                   | David Lefèvre (FRA)                 |                                     |
| 6                                   | Nico Mattan (BEL)                   |                                     |
| 7                                   | Chris Peers (BEL)                   | 13e                                 |
| 8                                   | Jo Planckaert (BEL)                 | 11e                                 |

| Lotto-Adecco LOT | Lotto-Adecco LOT       | Lotto-Adecco LOT |
| ---------------- | ---------------------- | ---------------- |
| Num              | Coureur                | Pos              |
| 11               | Andreï Tchmil (BEL)    | 8e               |
| 12               | Jacky Durand (FRA)     |                  |
| 13               | Mario Aerts (BEL)      | 14e              |
| 14               | Fabien De Waele (BEL)  |                  |
| 15               | Geert Verheyen (BEL)   |                  |
| 16               | Thierry Marichal (BEL) |                  |
| 17               | Paul Van Hyfte (BEL)   |                  |
| 18               | Kurt Van Lancker (BEL) |                  |

| Vlaanderen 2002 ___ | Vlaanderen 2002 ___         | Vlaanderen 2002 ___ |
| ------------------- | --------------------------- | ------------------- |
| Num                 | Coureur                     | Pos                 |
| 21                  | Wilfried Cretskens (BEL)    |                     |
| 22                  | Davy Daniels (BEL)          |                     |
| 23                  | Kris Gerits (BEL)           |                     |
| 24                  | Jurgen Guns (BEL)           |                     |
| 25                  | Tom Stremersch (BEL)        |                     |
| 26                  | Erwin Thijs (BEL)           |                     |
| 27                  | Jurgen Van Roosbroeck (BEL) |                     |
| 28                  | Karel Vereecke (BEL)        |                     |

| Palmans-Ideal ___ | Palmans-Ideal ___         | Palmans-Ideal ___ |
| ----------------- | ------------------------- | ----------------- |
| Num               | Coureur                   | Pos               |
| 31                | Scott Sunderland (AUS)    |                   |
| 32                | Hendrik Van Dijck (BEL)   |                   |
| 33                | Wim Feys (BEL)            |                   |
| 34                | Gert Vanderaerden (BEL)   |                   |
| 35                | Hans De Clercq (BEL)      |                   |
| 36                | Karl Pauwels (BEL)        |                   |
| 37                | Niko Eeckhout (BEL)       |                   |
| 38                | Jurgen Van de Walle (BEL) |                   |

| Tönissteiner-Colnago ___ | Tönissteiner-Colnago ___ | Tönissteiner-Colnago ___ |
| ------------------------ | ------------------------ | ------------------------ |
| Num                      | Coureur                  | Pos                      |
| 41                       | Michel Vanhaecke (BEL)   |                          |
| 42                       | Bert Roesems (BEL)       |                          |
| 43                       | Davy Delme (BEL)         |                          |
| 44                       | Jan Poppe (BEL)          |                          |
| 45                       | Tom Desmet (BEL)         |                          |
| 46                       | Kurt Van Landeghem (BEL) |                          |
| 47                       | Morgan Fox (IRL)         |                          |
| 48                       | Kees Hopmans (NED)       |                          |

| Collstrop-De Federale Verzekeringen ___ | Collstrop-De Federale Verzekeringen ___ | Collstrop-De Federale Verzekeringen ___ |
| --------------------------------------- | --------------------------------------- | --------------------------------------- |
| Num                                     | Coureur                                 | Pos                                     |
| 51                                      | Dany Baeyens (BEL)                      |                                         |
| 52                                      | Tony Bracke (BEL)                       |                                         |
| 53                                      | Eric De Clercq (BEL)                    |                                         |
| 54                                      | Hans De Meester (BEL)                   |                                         |
| 55                                      | Roger Hammond (GBR)                     |                                         |
| 56                                      | Geert Omloop (BEL)                      |                                         |
| 57                                      | Oleg Pankov (UKR)                       |                                         |
| 58                                      | Bert Scheirlinckx (BEL)                 |                                         |

| Spar-OKI-Daewoo ___ | Spar-OKI-Daewoo ___     | Spar-OKI-Daewoo ___ |
| ------------------- | ----------------------- | ------------------- |
| Num                 | Coureur                 | Pos                 |
| 61                  | Danny Daelman (BEL)     |                     |
| 62                  | Andy De Smet (BEL)      |                     |
| 63                  | Bart Heirewegh (BEL)    |                     |
| 64                  | Berry Hoedemakers (NED) |                     |
| 65                  | Tom Hoedemakers (NED)   |                     |
| 66                  | Gianni Rivera (BEL)     |                     |
| 67                  | John Talen (NED)        |                     |
| 68                  | Koen Van De Velde (BEL) |                     |

| Ville de Charleroi-New Systems VDC | Ville de Charleroi-New Systems VDC | Ville de Charleroi-New Systems VDC |
| ---------------------------------- | ---------------------------------- | ---------------------------------- |
| Num                                | Coureur                            | Pos                                |
| 71                                 | Marc Streel (BEL)                  |                                    |
| 72                                 | Ludovic Capelle (BEL)              |                                    |
| 73                                 | Grégory Barbier (FRA)              |                                    |
| 74                                 | Renaud Boxus (BEL)                 |                                    |
| 75                                 | Stéphane Hennebert (BEL)           |                                    |
| 76                                 | Jørgen Bo Petersen (DEN)           |                                    |
| 77                                 | Jean-Denis Vandenbroucke (BEL)     |                                    |
| 78                                 | Philip Vereecke (BEL)              |                                    |

| Flanders-Prefetex ___ | Flanders-Prefetex ___ | Flanders-Prefetex ___ |
| --------------------- | --------------------- | --------------------- |
| Num                   | Coureur               | Pos                   |
| 81                    | Ronny Assez (BEL)     |                       |
| 82                    | Steven De Neef (BEL)  |                       |
| 83                    | Olivier Genicot (BEL) |                       |
| 84                    | Scott Guyton (NZL)    |                       |
| 85                    | Tim Lenaers (BEL)     |                       |
| 86                    | Kris Matthijs (BEL)   |                       |
| 87                    | Marek Salermo (FIN)   |                       |
| 88                    | Christian Selin (FIN) |                       |

| Team Nürnberger NUR | Team Nürnberger NUR         | Team Nürnberger NUR |
| ------------------- | --------------------------- | ------------------- |
| Num                 | Coureur                     | Pos                 |
| 91                  | Artur Babaitsev (RUS)       |                     |
| 92                  | Bert Dietz (GER)            |                     |
| 93                  | Klaus Diewald (SUI)         |                     |
| 94                  | Christoph Gohring (SUI)     |                     |
| 95                  | Alexander Kastenhuber (GER) |                     |
| 96                  | Roland Müller (SUI)         |                     |
| 97                  | Heinrich Trumheller (GER)   |                     |
| 98                  | Thorsten Wilhelms (GER)     |                     |

| Deutsche Telekom TEL | Deutsche Telekom TEL   | Deutsche Telekom TEL |
| -------------------- | ---------------------- | -------------------- |
| Num                  | Coureur                | Pos                  |
| 101                  | Ralf Grabsch (GER)     |                      |
| 102                  | Danilo Hondo (GER)     |                      |
| 103                  | Kai Hundertmarck (GER) | 12e                  |
| 104                  | Matthias Kessler (GER) |                      |
| 105                  | Andrey Mizourov (KAZ)  |                      |
| 106                  | Jan Schaffrath (GER)   | 17e                  |
| 107                  | Stephan Schreck (GER)  |                      |
| 108                  | Steffen Wesemann (GER) | 2e                   |

| Crédit Agricole C.A | Crédit Agricole C.A     | Crédit Agricole C.A |
| ------------------- | ----------------------- | ------------------- |
| Num                 | Coureur                 | Pos                 |
| 111                 | Magnus Bäckstedt (SWE)  |                     |
| 112                 | Pierrick Fédrigo (FRA)  |                     |
| 113                 | Frédéric Finot (FRA)    |                     |
| 114                 | Sébastien Hinault (FRA) |                     |
| 115                 | Thor Hushovd (NOR)      |                     |
| 116                 | Jérôme Neuville (FRA)   |                     |
| 117                 | Stuart O'Grady (AUS)    | 16e                 |
| 118                 | Franck Pencolé (FRA)    |                     |

| AG2R Prévoyance A2R | AG2R Prévoyance A2R        | AG2R Prévoyance A2R |
| ------------------- | -------------------------- | ------------------- |
| Num                 | Coureur                    | Pos                 |
| 121                 | Jaan Kirsipuu (EST)        | 9e                  |
| 122                 | Lauri Aus (EST)            | 19e                 |
| 123                 | Stéphane Barthe (FRA)      |                     |
| 124                 | Laurent Estadieu (FRA)     |                     |
| 125                 | Christophe Agnolutto (FRA) |                     |
| 126                 | Innar Mändoja (EST)        |                     |
| 127                 | Ludovic Turpin (FRA)       |                     |

| La Française des jeux FDJ | La Française des jeux FDJ | La Française des jeux FDJ |
| ------------------------- | ------------------------- | ------------------------- |
| Num                       | Coureur                   | Pos                       |
| 131                       | Jimmy Casper (FRA)        |                           |
| 132                       | Patrick D'Hont (BEL)      |                           |
| 133                       | Frédéric Guesdon (FRA)    |                           |
| 134                       | Fabrizio Guidi (ITA)      |                           |
| 135                       | Lars Michaelsen (DEN)     | 18e                       |
| 136                       | Bradley McGee (AUS)       |                           |
| 137                       | Emmanuel Magnien (FRA)    |                           |
| 138                       | Christophe Mengin (FRA)   |                           |

| BigMat-Auber 93 BIG | BigMat-Auber 93 BIG     | BigMat-Auber 93 BIG |
| ------------------- | ----------------------- | ------------------- |
| Num                 | Coureur                 | Pos                 |
| 141                 | Ludovic Auger (FRA)     |                     |
| 142                 | Stéphane Bergès (FRA)   |                     |
| 143                 | Alexandre Chouffe (FRA) |                     |
| 144                 | Carlos Da Cruz (FRA)    |                     |
| 145                 | Thierry Gouvenou (FRA)  |                     |
| 146                 | Jeremy Hunt (GBR)       |                     |
| 147                 | Alexei Sivakov (RUS)    |                     |
| 148                 | Jay Sweet (AUS)         |                     |

| Jean Delatour DEL | Jean Delatour DEL        | Jean Delatour DEL |
| ----------------- | ------------------------ | ----------------- |
| Num               | Coureur                  | Pos               |
| 151               | Laurent Brochard (FRA)   |                   |
| 152               | Gilles Bouvard (FRA)     |                   |
| 153               | Christophe Bassons (FRA) |                   |
| 154               | Cyril Dessel (FRA)       |                   |
| 155               | Patrice Halgand (FRA)    |                   |
| 156               | Eddy Seigneur (FRA)      |                   |
| 157               | Bruno Thibout (FRA)      |                   |
| 158               | Olivier Trastour (FRA)   |                   |

| Festina FES | Festina FES           | Festina FES |
| ----------- | --------------------- | ----------- |
| Num         | Coureur               | Pos         |
| 161         | Olivier Asmaker (FRA) |             |
| 162         | Stéphane Augé (FRA)   |             |
| 163         | Florent Brard (FRA)   |             |
| 164         | Andy Flickinger (FRA) |             |
| 165         | Sascha Henrix (GER)   |             |
| 166         | Rolf Huser (SUI)      |             |
| 167         | Laurent Madouas (FRA) |             |
| 168         | Nicolas Reynaud (FRA) |             |

| Polti PLT | Polti PLT              | Polti PLT |
| --------- | ---------------------- | --------- |
| Num       | Coureur                | Pos       |
| 171       | Enrico Cassani (ITA)   |           |
| 172       | Rossano Brasi (ITA)    |           |
| 173       | Mirko Celestino (ITA)  |           |
| 174       | Michele Colleoni (ITA) |           |
| 175       | Rafael Mateos (ESP)    |           |
| 176       | Eddy Mazzoleni (ITA)   |           |
| 177       | Fabio Sacchi (ITA)     |           |
| 178       | Bart Voskamp (NED)     |           |

| Lampre-Daikin LAM | Lampre-Daikin LAM        | Lampre-Daikin LAM |
| ----------------- | ------------------------ | ----------------- |
| Num               | Coureur                  | Pos               |
| 181               | Franco Ballerini (ITA)   | 4e                |
| 182               | Rubens Bertogliati (SUI) |                   |
| 183               | Marco Cannone (ITA)      |                   |
| 184               | Gabriele Missaglia (ITA) |                   |
| 185               | Robert Hunter (RSA)      |                   |
| 186               | Marco Serpellini (ITA)   |                   |
| 187               | Zbigniew Spruch (POL)    |                   |
| 188               | Johan Verstrepen (BEL)   |                   |

| Mapei-Quick Step MAP | Mapei-Quick Step MAP   | Mapei-Quick Step MAP |
| -------------------- | ---------------------- | -------------------- |
| Num                  | Coureur                | Pos                  |
| 191                  | Leif Hoste (BEL)       |                      |
| 192                  | Bart Leysen (BEL)      |                      |
| 193                  | Johan Museeuw (BEL)    | 1er                  |
| 194                  | Daniele Nardello (ITA) | 10e                  |
| 195                  | Wilfried Peeters (BEL) |                      |
| 196                  | Tom Steels (BEL)       | 6e                   |
| 197                  | Max van Heeswijk (NED) |                      |
| 198                  | Stefano Zanini (ITA)   |                      |

| Cantina Tollo-Regain CTA | Cantina Tollo-Regain CTA     | Cantina Tollo-Regain CTA |
| ------------------------ | ---------------------------- | ------------------------ |
| Num                      | Coureur                      | Pos                      |
| 201                      | Alessandro Baronti (ITA)     | 20e                      |
| 202                      | Paolo Bossoni (ITA)          |                          |
| 203                      | Federico Colonna (ITA)       |                          |
| 204                      | Moreno Di Biase (ITA)        |                          |
| 205                      | Marco Antonio Di Renzo (ITA) |                          |
| 206                      | Gianpaolo Mondini (ITA)      |                          |
| 207                      | Germano Pierdomenico (ITA)   |                          |
| 208                      | Ruggero Marzoli (ITA)        |                          |

| Vini Caldirola-Sidermec ___ | Vini Caldirola-Sidermec ___ | Vini Caldirola-Sidermec ___ |
| --------------------------- | --------------------------- | --------------------------- |
| Num                         | Coureur                     | Pos                         |
| 211                         | Romāns Vainšteins (LAT)     | 5e                          |
| 212                         | Gianluca Bortolami (ITA)    |                             |
| 213                         | Massimo Apollonio (ITA)     |                             |
| 214                         | Andrej Hauptman (SLO)       |                             |
| 215                         | Zoran Klemenčič (SLO)       |                             |
| 216                         | Marco Milesi (ITA)          |                             |
| 217                         | Mauro Radaelli (ITA)        |                             |
| 218                         | Gianluca Sironi (ITA)       |                             |

| Rabobank RAB | Rabobank RAB             | Rabobank RAB |
| ------------ | ------------------------ | ------------ |
| Num          | Coureur                  | Pos          |
| 221          | Erik Dekker (NED)        |              |
| 222          | Steven de Jongh (NED)    |              |
| 223          | Maarten den Bakker (NED) |              |
| 224          | Marc Wauters (BEL)       |              |
| 225          | Aart Vierhouten (NED)    |              |
| 226          | Matthé Pronk (NED)       |              |
| 227          | Jan Boven (NED)          |              |
| 228          | Karsten Kroon (NED)      |              |

| Farm Frites FAR | Farm Frites FAR         | Farm Frites FAR |
| --------------- | ----------------------- | --------------- |
| Num             | Coureur                 | Pos             |
| 231             | Geert Van Bondt (BEL)   |                 |
| 232             | Andreas Klier (GER)     | 15e             |
| 233             | Servais Knaven (NED)    | 3e              |
| 234             | Jans Koerts (NED)       |                 |
| 235             | Gerben Löwik (NED)      |                 |
| 236             | Peter Van Petegem (BEL) |                 |
| 237             | Wim Vansevenant (BEL)   |                 |
| 238             | Martin van Steen (NED)  |                 |

| Memory Card-Jack & Jones MCJ | Memory Card-Jack & Jones MCJ | Memory Card-Jack & Jones MCJ |
| ---------------------------- | ---------------------------- | ---------------------------- |
| Num                          | Coureur                      | Pos                          |
| 241                          | Tristan Hoffman (NED)        | 7e                           |
| 242                          | Jesper Skibby (DEN)          |                              |
| 243                          | Arvis Piziks (LAT)           |                              |
| 244                          | Michael Blaudzun (DEN)       |                              |
| 245                          | Jacob Moe Rasmussen (DEN)    |                              |
| 246                          | Michael Steen Nielsen        |                              |
| 247                          | Allan Johansen (DEN)         |                              |
| 248                          | Bjarke Nielsen (DEN)         |                              |

| Cofidis-Le Crédit par Téléphone COF | Cofidis-Le Crédit par Téléphone COF | Cofidis-Le Crédit par Téléphone COF |
| ----------------------------------- | ----------------------------------- | ----------------------------------- |
| Num                                 | Coureur                             | Pos                                 |
| 1                                   | Frank Vandenbroucke (BEL)           |                                     |
| 2                                   | Steve De Wolf (BEL)                 |                                     |
| 3                                   | Peter Farazijn (BEL)                |                                     |
| 4                                   | Philippe Gaumont (FRA)              |                                     |
| 5                                   | David Lefèvre (FRA)                 |                                     |
| 6                                   | Nico Mattan (BEL)                   |                                     |
| 7                                   | Chris Peers (BEL)                   | 13e                                 |
| 8                                   | Jo Planckaert (BEL)                 | 11e                                 |

| Lotto-Adecco LOT | Lotto-Adecco LOT       | Lotto-Adecco LOT |
| ---------------- | ---------------------- | ---------------- |
| Num              | Coureur                | Pos              |
| 11               | Andreï Tchmil (BEL)    | 8e               |
| 12               | Jacky Durand (FRA)     |                  |
| 13               | Mario Aerts (BEL)      | 14e              |
| 14               | Fabien De Waele (BEL)  |                  |
| 15               | Geert Verheyen (BEL)   |                  |
| 16               | Thierry Marichal (BEL) |                  |
| 17               | Paul Van Hyfte (BEL)   |                  |
| 18               | Kurt Van Lancker (BEL) |                  |

| Vlaanderen 2002 ___ | Vlaanderen 2002 ___         | Vlaanderen 2002 ___ |
| ------------------- | --------------------------- | ------------------- |
| Num                 | Coureur                     | Pos                 |
| 21                  | Wilfried Cretskens (BEL)    |                     |
| 22                  | Davy Daniels (BEL)          |                     |
| 23                  | Kris Gerits (BEL)           |                     |
| 24                  | Jurgen Guns (BEL)           |                     |
| 25                  | Tom Stremersch (BEL)        |                     |
| 26                  | Erwin Thijs (BEL)           |                     |
| 27                  | Jurgen Van Roosbroeck (BEL) |                     |
| 28                  | Karel Vereecke (BEL)        |                     |

| Palmans-Ideal ___ | Palmans-Ideal ___         | Palmans-Ideal ___ |
| ----------------- | ------------------------- | ----------------- |
| Num               | Coureur                   | Pos               |
| 31                | Scott Sunderland (AUS)    |                   |
| 32                | Hendrik Van Dijck (BEL)   |                   |
| 33                | Wim Feys (BEL)            |                   |
| 34                | Gert Vanderaerden (BEL)   |                   |
| 35                | Hans De Clercq (BEL)      |                   |
| 36                | Karl Pauwels (BEL)        |                   |
| 37                | Niko Eeckhout (BEL)       |                   |
| 38                | Jurgen Van de Walle (BEL) |                   |

| Tönissteiner-Colnago ___ | Tönissteiner-Colnago ___ | Tönissteiner-Colnago ___ |
| ------------------------ | ------------------------ | ------------------------ |
| Num                      | Coureur                  | Pos                      |
| 41                       | Michel Vanhaecke (BEL)   |                          |
| 42                       | Bert Roesems (BEL)       |                          |
| 43                       | Davy Delme (BEL)         |                          |
| 44                       | Jan Poppe (BEL)          |                          |
| 45                       | Tom Desmet (BEL)         |                          |
| 46                       | Kurt Van Landeghem (BEL) |                          |
| 47                       | Morgan Fox (IRL)         |                          |
| 48                       | Kees Hopmans (NED)       |                          |

| Collstrop-De Federale Verzekeringen ___ | Collstrop-De Federale Verzekeringen ___ | Collstrop-De Federale Verzekeringen ___ |
| --------------------------------------- | --------------------------------------- | --------------------------------------- |
| Num                                     | Coureur                                 | Pos                                     |
| 51                                      | Dany Baeyens (BEL)                      |                                         |
| 52                                      | Tony Bracke (BEL)                       |                                         |
| 53                                      | Eric De Clercq (BEL)                    |                                         |
| 54                                      | Hans De Meester (BEL)                   |                                         |
| 55                                      | Roger Hammond (GBR)                     |                                         |
| 56                                      | Geert Omloop (BEL)                      |                                         |
| 57                                      | Oleg Pankov (UKR)                       |                                         |
| 58                                      | Bert Scheirlinckx (BEL)                 |                                         |

| Spar-OKI-Daewoo ___ | Spar-OKI-Daewoo ___     | Spar-OKI-Daewoo ___ |
| ------------------- | ----------------------- | ------------------- |
| Num                 | Coureur                 | Pos                 |
| 61                  | Danny Daelman (BEL)     |                     |
| 62                  | Andy De Smet (BEL)      |                     |
| 63                  | Bart Heirewegh (BEL)    |                     |
| 64                  | Berry Hoedemakers (NED) |                     |
| 65                  | Tom Hoedemakers (NED)   |                     |
| 66                  | Gianni Rivera (BEL)     |                     |
| 67                  | John Talen (NED)        |                     |
| 68                  | Koen Van De Velde (BEL) |                     |

| Ville de Charleroi-New Systems VDC | Ville de Charleroi-New Systems VDC | Ville de Charleroi-New Systems VDC |
| ---------------------------------- | ---------------------------------- | ---------------------------------- |
| Num                                | Coureur                            | Pos                                |
| 71                                 | Marc Streel (BEL)                  |                                    |
| 72                                 | Ludovic Capelle (BEL)              |                                    |
| 73                                 | Grégory Barbier (FRA)              |                                    |
| 74                                 | Renaud Boxus (BEL)                 |                                    |
| 75                                 | Stéphane Hennebert (BEL)           |                                    |
| 76                                 | Jørgen Bo Petersen (DEN)           |                                    |
| 77                                 | Jean-Denis Vandenbroucke (BEL)     |                                    |
| 78                                 | Philip Vereecke (BEL)              |                                    |

| Flanders-Prefetex ___ | Flanders-Prefetex ___ | Flanders-Prefetex ___ |
| --------------------- | --------------------- | --------------------- |
| Num                   | Coureur               | Pos                   |
| 81                    | Ronny Assez (BEL)     |                       |
| 82                    | Steven De Neef (BEL)  |                       |
| 83                    | Olivier Genicot (BEL) |                       |
| 84                    | Scott Guyton (NZL)    |                       |
| 85                    | Tim Lenaers (BEL)     |                       |
| 86                    | Kris Matthijs (BEL)   |                       |
| 87                    | Marek Salermo (FIN)   |                       |
| 88                    | Christian Selin (FIN) |                       |

| Team Nürnberger NUR | Team Nürnberger NUR         | Team Nürnberger NUR |
| ------------------- | --------------------------- | ------------------- |
| Num                 | Coureur                     | Pos                 |
| 91                  | Artur Babaitsev (RUS)       |                     |
| 92                  | Bert Dietz (GER)            |                     |
| 93                  | Klaus Diewald (SUI)         |                     |
| 94                  | Christoph Gohring (SUI)     |                     |
| 95                  | Alexander Kastenhuber (GER) |                     |
| 96                  | Roland Müller (SUI)         |                     |
| 97                  | Heinrich Trumheller (GER)   |                     |
| 98                  | Thorsten Wilhelms (GER)     |                     |

| Deutsche Telekom TEL | Deutsche Telekom TEL   | Deutsche Telekom TEL |
| -------------------- | ---------------------- | -------------------- |
| Num                  | Coureur                | Pos                  |
| 101                  | Ralf Grabsch (GER)     |                      |
| 102                  | Danilo Hondo (GER)     |                      |
| 103                  | Kai Hundertmarck (GER) | 12e                  |
| 104                  | Matthias Kessler (GER) |                      |
| 105                  | Andrey Mizourov (KAZ)  |                      |
| 106                  | Jan Schaffrath (GER)   | 17e                  |
| 107                  | Stephan Schreck (GER)  |                      |
| 108                  | Steffen Wesemann (GER) | 2e                   |

| Crédit Agricole C.A | Crédit Agricole C.A     | Crédit Agricole C.A |
| ------------------- | ----------------------- | ------------------- |
| Num                 | Coureur                 | Pos                 |
| 111                 | Magnus Bäckstedt (SWE)  |                     |
| 112                 | Pierrick Fédrigo (FRA)  |                     |
| 113                 | Frédéric Finot (FRA)    |                     |
| 114                 | Sébastien Hinault (FRA) |                     |
| 115                 | Thor Hushovd (NOR)      |                     |
| 116                 | Jérôme Neuville (FRA)   |                     |
| 117                 | Stuart O'Grady (AUS)    | 16e                 |
| 118                 | Franck Pencolé (FRA)    |                     |

| AG2R Prévoyance A2R | AG2R Prévoyance A2R        | AG2R Prévoyance A2R |
| ------------------- | -------------------------- | ------------------- |
| Num                 | Coureur                    | Pos                 |
| 121                 | Jaan Kirsipuu (EST)        | 9e                  |
| 122                 | Lauri Aus (EST)            | 19e                 |
| 123                 | Stéphane Barthe (FRA)      |                     |
| 124                 | Laurent Estadieu (FRA)     |                     |
| 125                 | Christophe Agnolutto (FRA) |                     |
| 126                 | Innar Mändoja (EST)        |                     |
| 127                 | Ludovic Turpin (FRA)       |                     |

| La Française des jeux FDJ | La Française des jeux FDJ | La Française des jeux FDJ |
| ------------------------- | ------------------------- | ------------------------- |
| Num                       | Coureur                   | Pos                       |
| 131                       | Jimmy Casper (FRA)        |                           |
| 132                       | Patrick D'Hont (BEL)      |                           |
| 133                       | Frédéric Guesdon (FRA)    |                           |
| 134                       | Fabrizio Guidi (ITA)      |                           |
| 135                       | Lars Michaelsen (DEN)     | 18e                       |
| 136                       | Bradley McGee (AUS)       |                           |
| 137                       | Emmanuel Magnien (FRA)    |                           |
| 138                       | Christophe Mengin (FRA)   |                           |

| BigMat-Auber 93 BIG | BigMat-Auber 93 BIG     | BigMat-Auber 93 BIG |
| ------------------- | ----------------------- | ------------------- |
| Num                 | Coureur                 | Pos                 |
| 141                 | Ludovic Auger (FRA)     |                     |
| 142                 | Stéphane Bergès (FRA)   |                     |
| 143                 | Alexandre Chouffe (FRA) |                     |
| 144                 | Carlos Da Cruz (FRA)    |                     |
| 145                 | Thierry Gouvenou (FRA)  |                     |
| 146                 | Jeremy Hunt (GBR)       |                     |
| 147                 | Alexei Sivakov (RUS)    |                     |
| 148                 | Jay Sweet (AUS)         |                     |

| Jean Delatour DEL | Jean Delatour DEL        | Jean Delatour DEL |
| ----------------- | ------------------------ | ----------------- |
| Num               | Coureur                  | Pos               |
| 151               | Laurent Brochard (FRA)   |                   |
| 152               | Gilles Bouvard (FRA)     |                   |
| 153               | Christophe Bassons (FRA) |                   |
| 154               | Cyril Dessel (FRA)       |                   |
| 155               | Patrice Halgand (FRA)    |                   |
| 156               | Eddy Seigneur (FRA)      |                   |
| 157               | Bruno Thibout (FRA)      |                   |
| 158               | Olivier Trastour (FRA)   |                   |

| Festina FES | Festina FES           | Festina FES |
| ----------- | --------------------- | ----------- |
| Num         | Coureur               | Pos         |
| 161         | Olivier Asmaker (FRA) |             |
| 162         | Stéphane Augé (FRA)   |             |
| 163         | Florent Brard (FRA)   |             |
| 164         | Andy Flickinger (FRA) |             |
| 165         | Sascha Henrix (GER)   |             |
| 166         | Rolf Huser (SUI)      |             |
| 167         | Laurent Madouas (FRA) |             |
| 168         | Nicolas Reynaud (FRA) |             |

| Polti PLT | Polti PLT              | Polti PLT |
| --------- | ---------------------- | --------- |
| Num       | Coureur                | Pos       |
| 171       | Enrico Cassani (ITA)   |           |
| 172       | Rossano Brasi (ITA)    |           |
| 173       | Mirko Celestino (ITA)  |           |
| 174       | Michele Colleoni (ITA) |           |
| 175       | Rafael Mateos (ESP)    |           |
| 176       | Eddy Mazzoleni (ITA)   |           |
| 177       | Fabio Sacchi (ITA)     |           |
| 178       | Bart Voskamp (NED)     |           |

| Lampre-Daikin LAM | Lampre-Daikin LAM        | Lampre-Daikin LAM |
| ----------------- | ------------------------ | ----------------- |
| Num               | Coureur                  | Pos               |
| 181               | Franco Ballerini (ITA)   | 4e                |
| 182               | Rubens Bertogliati (SUI) |                   |
| 183               | Marco Cannone (ITA)      |                   |
| 184               | Gabriele Missaglia (ITA) |                   |
| 185               | Robert Hunter (RSA)      |                   |
| 186               | Marco Serpellini (ITA)   |                   |
| 187               | Zbigniew Spruch (POL)    |                   |
| 188               | Johan Verstrepen (BEL)   |                   |

| Mapei-Quick Step MAP | Mapei-Quick Step MAP   | Mapei-Quick Step MAP |
| -------------------- | ---------------------- | -------------------- |
| Num                  | Coureur                | Pos                  |
| 191                  | Leif Hoste (BEL)       |                      |
| 192                  | Bart Leysen (BEL)      |                      |
| 193                  | Johan Museeuw (BEL)    | 1er                  |
| 194                  | Daniele Nardello (ITA) | 10e                  |
| 195                  | Wilfried Peeters (BEL) |                      |
| 196                  | Tom Steels (BEL)       | 6e                   |
| 197                  | Max van Heeswijk (NED) |                      |
| 198                  | Stefano Zanini (ITA)   |                      |

| Cantina Tollo-Regain CTA | Cantina Tollo-Regain CTA     | Cantina Tollo-Regain CTA |
| ------------------------ | ---------------------------- | ------------------------ |
| Num                      | Coureur                      | Pos                      |
| 201                      | Alessandro Baronti (ITA)     | 20e                      |
| 202                      | Paolo Bossoni (ITA)          |                          |
| 203                      | Federico Colonna (ITA)       |                          |
| 204                      | Moreno Di Biase (ITA)        |                          |
| 205                      | Marco Antonio Di Renzo (ITA) |                          |
| 206                      | Gianpaolo Mondini (ITA)      |                          |
| 207                      | Germano Pierdomenico (ITA)   |                          |
| 208                      | Ruggero Marzoli (ITA)        |                          |

| Vini Caldirola-Sidermec ___ | Vini Caldirola-Sidermec ___ | Vini Caldirola-Sidermec ___ |
| --------------------------- | --------------------------- | --------------------------- |
| Num                         | Coureur                     | Pos                         |
| 211                         | Romāns Vainšteins (LAT)     | 5e                          |
| 212                         | Gianluca Bortolami (ITA)    |                             |
| 213                         | Massimo Apollonio (ITA)     |                             |
| 214                         | Andrej Hauptman (SLO)       |                             |
| 215                         | Zoran Klemenčič (SLO)       |                             |
| 216                         | Marco Milesi (ITA)          |                             |
| 217                         | Mauro Radaelli (ITA)        |                             |
| 218                         | Gianluca Sironi (ITA)       |                             |

| Rabobank RAB | Rabobank RAB             | Rabobank RAB |
| ------------ | ------------------------ | ------------ |
| Num          | Coureur                  | Pos          |
| 221          | Erik Dekker (NED)        |              |
| 222          | Steven de Jongh (NED)    |              |
| 223          | Maarten den Bakker (NED) |              |
| 224          | Marc Wauters (BEL)       |              |
| 225          | Aart Vierhouten (NED)    |              |
| 226          | Matthé Pronk (NED)       |              |
| 227          | Jan Boven (NED)          |              |
| 228          | Karsten Kroon (NED)      |              |

| Farm Frites FAR | Farm Frites FAR         | Farm Frites FAR |
| --------------- | ----------------------- | --------------- |
| Num             | Coureur                 | Pos             |
| 231             | Geert Van Bondt (BEL)   |                 |
| 232             | Andreas Klier (GER)     | 15e             |
| 233             | Servais Knaven (NED)    | 3e              |
| 234             | Jans Koerts (NED)       |                 |
| 235             | Gerben Löwik (NED)      |                 |
| 236             | Peter Van Petegem (BEL) |                 |
| 237             | Wim Vansevenant (BEL)   |                 |
| 238             | Martin van Steen (NED)  |                 |

| Memory Card-Jack & Jones MCJ | Memory Card-Jack & Jones MCJ | Memory Card-Jack & Jones MCJ |
| ---------------------------- | ---------------------------- | ---------------------------- |
| Num                          | Coureur                      | Pos                          |
| 241                          | Tristan Hoffman (NED)        | 7e                           |
| 242                          | Jesper Skibby (DEN)          |                              |
| 243                          | Arvis Piziks (LAT)           |                              |
| 244                          | Michael Blaudzun (DEN)       |                              |
| 245                          | Jacob Moe Rasmussen (DEN)    |                              |
| 246                          | Michael Steen Nielsen        |                              |
| 247                          | Allan Johansen (DEN)         |                              |
| 248                          | Bjarke Nielsen (DEN)         |                              |